# Abderrahmane Boultif
Abderrahmane Boultif (en arabe : عبد الرحمان بولطيف), né le 28 février 1987 à Batna, est un footballeur algérien évoluant au poste de gardien de but à l'AS Khroub.

## Biographie
Abderrahmane Boultif commence sa carrière avec le MSP Batna, club de sa ville natale, puis rejoint le CA Bordj Bou Arreridj par deux fois en 2007 et en 2009, où à chaque fois il revient vers le MSP Batna. En 2011 il rejoint l'autre club phare de sa ville natale, le CA Batna. Cette fois encore, il rejoint le CRB Aïn Fakroun, mais effectue également un autre aller-retour vers le CA Batna.
Lors du mercato hivernal de 2016, la JS Kabylie l'engage en lui faisant signer un contrat de deux ans. Remplaçant à la JSK les deux premières saisons, Boultif s'impose ensuite progressivement comme titulaire. Gagnant en maturité et en expérience, il réalise plusieurs bons matchs et contribue à des résultats décisifs pour son club. En janvier 2018, Boultif prolonge son contrat jusqu'à la fin de la saison. Il dispute un total de 22 matchs en championnat avec la JSK.
En juin 2018, Boultif libre de tout engagement, signe à l'ES Sétif un contrat d'une durée de deux ans.

## Palmarès
- Finaliste de la Coupe d'Algérie en 2012 avec le CA Batna.
- Finaliste de la Coupe d'Algérie en 2018 avec la JS Kabylie.
- Accession en Ligue 1 en 2013 avec le CRB Aïn Fakroun.